# جان جبريل ماري
جان جبريل ماري (بالفرنسية: Jean Gabriel Marie)‏ هو ملحن فرنسي، ولد في 1907، وتوفي في 1970.

## وصلات خارجية
- جان جبريل ماري على موقع ميوزك برينز (الإنجليزية)